# Fuencaliente de la Palma
Fuencaliente de la Palma est une commune de la province de Santa Cruz de Tenerife dans la communauté autonome des Îles Canaries en Espagne. Elle est située au sud de l'île de La Palma.

## Géographie

### Localisation

Localisation de l'île de La Palma dans les Îles Canaries.
Localisation de Fuencaliente de la Palma dans l'île de La Palma.

|                  | Los Llanos de Aridane, El Paso, Villa de Mazo |                  |
| Océan Atlantique | Fuencaliente de la Palma                      | Océan Atlantique |
|                  | Océan Atlantique                              |                  |

### Villages de la commune
- Los Canarios (782)
- Las Indias (659)
- Los Quemados (255)
- Las Caletas (188)
- La Fajana (42)
- El Charco (38)

Entre parenthèses figure le nombre d'habitants de chaque village en 2007.

## Patrimoine

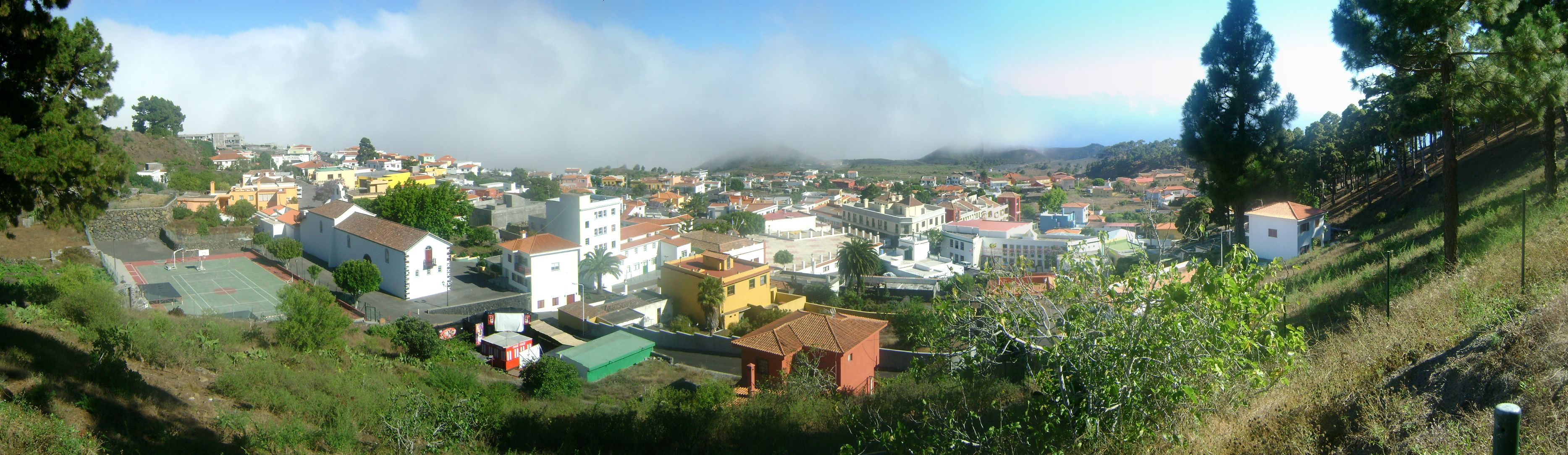
Vue de Fuencaliente

## Démographie
| Année | Population | Densité   |
| ----- | ---------- | --------- |
| 1991  | 1.731      | -/km²     |
| 1996  | 1.735      | -/km²     |
| 2001  | 1.833      | 32,72/km² |
| 2002  | 1.801      | -/km²     |
| 2003  | 1.857      | 33,26/km² |
| 2004  | 1.877      | 33,03/km² |
| 2005  | 1.913      | 33,90/km² |
| 2006  | 1.935      | 34,29/km² |
| 2007  | 1.964      | 34,81/km² |
| 2008  | 1.925      | 34,11/km² |
| 2009  | 1.935      | 34,3/km²  |